# Sportul în Serbia
Sportul în Serbia este popular la nivel de echipe. Printre cele mai populare sporturi sunt fotbal, baschet, polo pe apă, volei, handbal și tenis. Principalele două cluburi de fotbal din Serbia sunt Steaua Roșie Belgrad și FK Partizan, ambele din capitala Belgrad. Steaua Roșie este singura formație sârbă și fostă iugoslavă care a câștigat o competiție UEFA, și anume Cupa Campionilor Europeni 1991 din Bari, Italia. În același an, la Tokyo, Japonia, clubul a câștigat Cupa Intercontinentală. Partizan a fost prima echipa din Europa de Est, care a jucat într-o finală de Cupă a Campionilor Europeni în 1966. Partizan este primul club din Serbia care a participat în grupele Ligii Campionilor UEFA de la destrămarea Fostei Iugoslavii. Meciurile dintre două cluburi rivale sunt cunoscute sub numele de "Eternul Derby" (sârbă Večiti derbi).

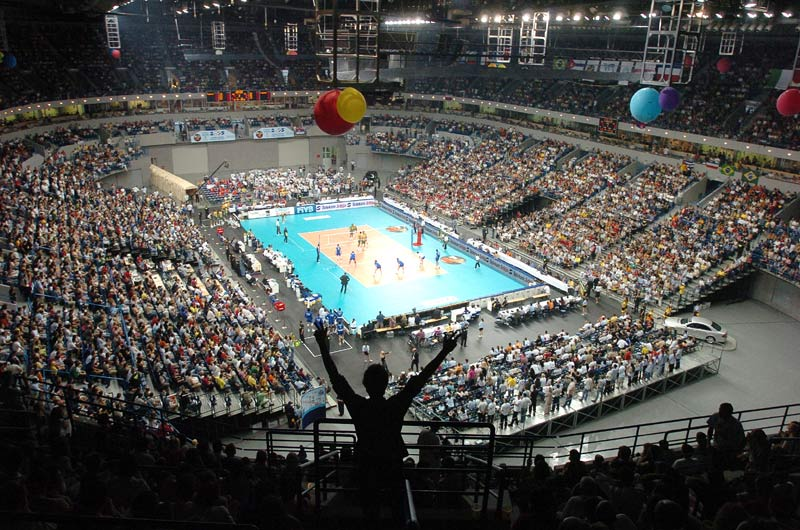
Belgrad Arena, unul dintre cele mai mari săli polivalente din Europa

Serbia a găzduit EuroBasket 2005. FIBA consideră că echipa națională de baschet a Serbiei este descendentă directă a celebrei echipa naționale de baschet a Iugoslaviei. KK Partizan a fost campioană europeană în 1992. Clubului KK Partizan nu i-a fost permis să-și apere titlul în sezonul 1992-1993 din cauza sancțiunilor ONU aplicate Iugoslaviei. Jucătorii din Serbia au avut un succes enorm, atât în ligile de top din Europa dar și în NBA. Serbia este una dintre cele mai mari puteri în baschet, câștigând diverse Campionate Mondiale FIBA Campionatul, mai multe Eurobaskets și medalii Olimpice (ca parte a FR Iugoslavia). Darko Milicic a devenit  campion NBA în 2004, cu Pistons, în timp ce Predrag Stojakovic a făcut același lucru în 2011 cu Mavericks și Ognjen Kuzmic câștigat inelul în 2015 cu Warriors. Echipa de baschet feminin a Serbiei a câștigat titlul European în 2015, calificându-se astfel pentru prima dată la Olimpiada din 2016.
Jucătorii sârbi de tenis Novak Djokovic, Ana Ivanovic, Jelena Janković, Viktor Troicki, Nenad Zimonjić și Janko Tipsarević au avut parte de succes și a dus la o popularizare a tenisului din Serbia. Până în 2015, Novak Djokovic a câștigat 10 titluri de Grand Slam și Ana Ivanovic a câștigat unul, în timp ce Jelena Janković a ajuns la o finală de Grand Slam. Toți trei au fost la un moment dat pe prima poziție în clasamentele ATP, respectiv WTA. Recente, dominația sârbă la feminin s-a diminuat, în timp ce Novak Djokovic continuă să domine în tenisum lascullin. În 2010, Serbia a devenit a 13-națiune care a câștigat Cupa Davis, după victoria cu 3-2 victoria asupra Franței în Belgrad.
Milorad Čavić și Nađa Higl la înot, Olivera Jevtić, Dragutin Topić la atletism, Aleksandar Karakašević la tenis de masă, Jasna Šekarić la tir sunt, de asemenea, sportivi populari din Serbia.